# Orde van Commerciële Verdienste
De Orde van Commerciële Verdienste (Frans: "L’Ordre du Mérite Commercial") was een van de negentien "ministeriële orden" van de Franse republiek. Sinds 1894 werd in het Franse parlement aangedrongen op het stichten van een dergelijke onderscheiding maar pas op 27 mei 1937 werd een orde ingesteld. De in 1961 in "Orde van Commerciële en Industriële Verdienste" omgedoopte orde werd, met veertien anderen, in 1963 afgeschaft en vervangen door de "Nationale Orde van Verdienste".

De orde werd bestuurd door een "Raad van de Orde", voorgezeten door de minister voor Handel en Industrie, en werd verleend voor "verdienste in de nationale economie en de buitenlandse handel".

## De drie rangen van de orde
- Commandeur - De commandeur draagt een groot uitgevoerd gouden kleinood van de Orde aan een lint om de hals.
- Officier - De officier draagt een gouden kleinood aan een lint met een rozet op de linkerborst.
- Ridder - De ridder draagt hetzelfde kleinood aan een lint op de linkerborst.

De ridders moesten ten minste 32 jaar oud zijn en 15 jaar actief zijn geweest in de handel. Na 6 jaar konden zij worden bevorderd tot officier en na nogmaals 4 jaar konden zij commandeur worden.
Ieder jaar werden 125 ridders, 45 officieren et 12 commandeurs benoemd.

## De versierselen van de orde
Het kleinood van de orde was een gouden kompas met acht streken waarop een door slangen omringd medaillon met "Marianne" met achter haar een zeilschip en op de achterzijde in het medaillon "MÉRITE COMMERCIAL" stond geschreven. Het lint was wit met gouden biezen. Boven het kleinood was een gevleugelde en door slangen omkronkelde staf van Hermes, een zogenaamde "caduceus" was aangebracht.
Onder het kompas ligt een groot tandwiel met daarop kleine Franse vlaggen.
De seculiere Franse Republiek kende geen ridderorden die de traditionele vorm van een kruis hebben. Daarom werd bij de vormgeving van deze door Georges Guiraud ontworpen decoratie voor een kleinood in de vorm van een kompas gekozen. Er zijn vier sterk verschillende uitvoeringen van het kleinood van de orde in gebruik geweest.

Zie ook: lijst van historische orden van Frankrijk.